# Andrew Van Ginkel
Andrew Van Ginkel (* 1. Juli 1995 in Rock Valley, Iowa) ist ein US-amerikanischer American-Football-Spieler auf der Position des Linebackers. Derzeit spielt er für die Minnesota Vikings in der National Football League (NFL), zuvor stand er fünf Jahre lang bei den Miami Dolphins unter Vertrag.

## Frühe Jahre
Van Ginkel ging in seiner Geburtsstadt Rock Valley, Iowa, auf die Highschool. Später ging er von 2014 bis 2015 auf die University of South Dakota, wo er auf der Position des Defensive End für das Collegefootballteam spielte. Von dieser wurde er dann zum Iowa Western Community College transferiert. Nach nur einem Jahr wurde er erneut transferiert: 2017 und 2018, seine beiden letzten Collegejahre, verbrachte er an der University of Wisconsin. Hier wurde er von nun an als Linebacker aufgestellt.

## NFL
Andrew Van Ginkel wurde im NFL-Draft 2019 in der fünften Runde an 151. Stelle von den Miami Dolphins ausgewählt. Am 6. September 2019, also noch vor Saisonbeginn, wurde er auf die Injured Reserve List gesetzt. Am 13. November 2019 kehrte er ins Teamtraining zurück und am 24. November 2019 absolvierte er sein erstes Profispiel in der NFL. Am 8. Dezember 2019 gelang ihm sein erster Sack im Spiel gegen die New York Jets. In seiner zweiten NFL-Saison erzielte er am 1. November 2020 im Spiel gegen die Los Angeles Rams einen 78-Yard-Fumblereturn-Touchdown.
Am 27. November 2022 gelang ihm seine erste Interception im Spiel gegen die Houston Texans.
Im März 2024 unterschrieb Van Ginkel einen Zweijahresvertrag im Wert von 20 Millionen US-Dollar bei den Minnesota Vikings.